# Comarque de Loja
La comarque de Loja  est une comarque appartenant à la province de Grenade en Espagne.
Liste des communes de la comarque de Loja :
- Algarinejo
- Huétor-Tájar
- Íllora
- Loja
- Moclín
- Montefrío
- Moraleda de Zafayona
- Salar
- Villanueva Mesía
- Zagra